# Мамытканов, Максат Суйуналиевич
Максат Суйуналиевич Мамытканов (род. 12 января 1971, г. Фрунзе, Киргизская ССР) — киргизский государственный деятель. Вице-премьер-министр Кыргызстана (2020—2021). Посол Кыргызстана в Азербайджане (с 2024).

## Биография
Родился 12 января 1971 года в г. Фрунзе, Киргизской ССР. В 1993 году окончил Фрунзенский политехнический институт по специальности «горный инженер-электромеханик».
В 2009 году окончил Кыргызский государственный педагогический университет, факультет бухгалтерского учета, анализа и аудита.
С 1997 по 2007 год работал в Государственном комитете национальной безопасности Кыргызстана.
С 2007 по 2010 год являлся директором коллекторской компании. С 2008 по 2010 год также являлся членом Совета директоров ОАО «Акыл-Инвест-Банк».
С 2010 по 2011 год являлся директором по безопасности ЗАО «Альфа-Телеком».
Является соучредителем газеты «Деньги & Власть».
С 2011 года является директором ООО «Cosultihg Media», которая выпускает газету «Деньги & Власть».
Являлся одним из лидеров движения «Конституция - 93».
В 2011 году учредил партию «Чон-Казат». С 23 августа 2011 года являлся председателем данной партии.
Являлся кандидатом в депутаты парламента Кыргызстана на парламентских выборах 2020 года.
Вице-премьер-министр Кыргызстана (14 октября 2020 — 3 февраля 2021). 
Член коллегии Евразийской экономической комиссии от Кыргызстана. Министр Евразийской экономической комиссии по таможенному сотрудничеству (30 июня 2021 — 2024). 
Посол Кыргызстана в Азербайджане (с 7 июня 2024). Верительные грамоты вручил 1 июля 2024 года.

## Награды
- Медаль «За вклад в развитие Евразийского экономического союза» (9 декабря 2022)[4]